# Varde Sogn

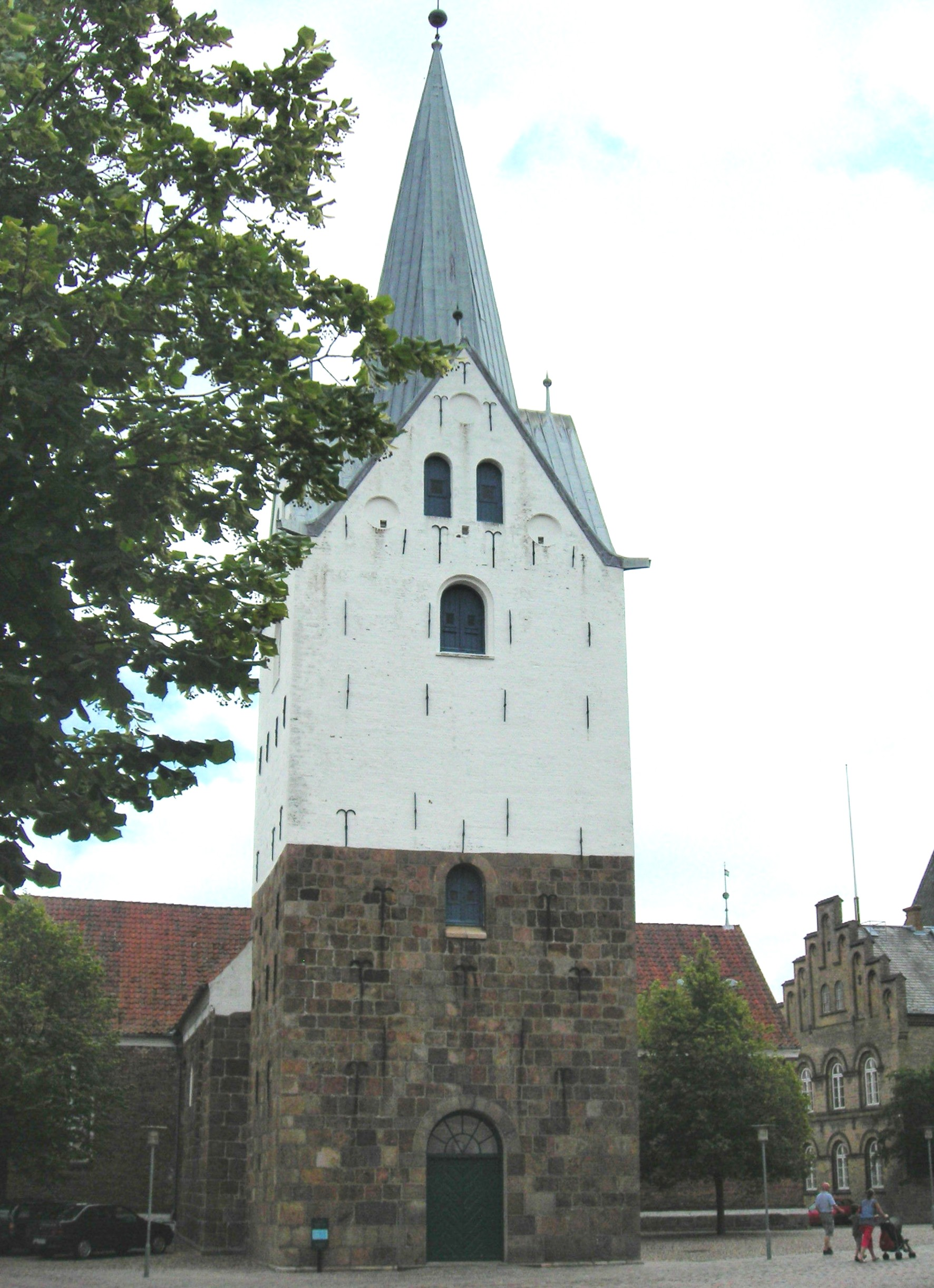
Sankt Jacobi Kirke

Varde Sogn ist eine Kirchspielsgemeinde (dän.: Sogn) im südlichen Dänemark. Bis 1970 gehörte sie zur Harde Vester Horne Herred im damaligen Ribe Amt, danach zur Varde Kommune im erweiterten Ribe Amt, die im Zuge der  Kommunalreform zum 1. Januar 2007 in der „neuen“  Varde Kommune in der Region Syddanmark aufgegangen ist.
Im Kirchspiel leben 15.433 Einwohner, davon 14.108 in der Stadt Varde (Stand:1. Januar 2023). Im Kirchspiel liegt die Kirche „Sankt Jacobi Kirke“.
Nachbargemeinden sind im Südwesten Alslev Sogn, im Westen Janderup Sogn, im Nordwesten Ovtrup Sogn im  Norden Lunde Sogn, im Nordosten Horne Sogn, im Osten Thorstrup Sogn und Næsbjerg Sogn, im Südosten Grimstrup Sogn, sowie in der südlich benachbarten Esbjerg Kommune Vester Nebel Sogn,.